# Dadi Auto
Dadi Automobile Group Co., Ltd. — небольшая китайская компания по производству автомобилей. Изначально являлась предприятием военно-промышленного комплекса. С 1988 года налажен выпуск гражданских автомобилей. 

## Компания сегодня
Несмотря на то, что в целом объём производства по китайским меркам у компании небольшой, она является одним из лидеров производства пикапов и внедорожников в КНР.
Производственные мощности компании сосредоточены в промышленной зоне Dingxing, Баодин, провинция Хэбэй.
Всё производство компании разделено на 4 основных направления: легковые автомобили, строительная спецтехника, пикапы и внедорожники, продукция военного назначения.
В 2005 году объём производства составил 7506 автомобилей.
В 2008 году компания создала новый бренд GROZ. Под данным брендом осуществляется выпуск внедорожников и пикапов, среди которых наиболее известными считаются модели GROZ Rocky, Shuttle, Targe, Fox, Dakota, Bliss, Vertus. Продукция GROZ представляет собой улучшенные комплектации автомобилей, выпускаемых компанией Dadi. Усовершенствованные модели продаются по более высоким ценам за счет лучшего качества изготовления кузова и применения дорогих материалов в отделке салона.

## Модельный ряд
Гражданский модельный ряд составляют следующие автомобили:
- Dadi Shuttle — Модель производится с января 2005 года и представляет собой среднеразмерный внедорожник внешне напоминающий Toyota Land Cruiser Prado. Конструкция рамная, расположение двигателя продольное, привод задний или принудительно подключаемый полный. Габаритные размеры: 4870х1785х1850 мм.
- Dadi City Leading — Производится с сентября 2004 года. Среднеразмерный внедорожник. Конструкция рамная, расположение двигателя продольное, привод задний или принудительно подключаемый полный. Габаритные размеры: 5060х1780х1860 мм.
- Dadi City Steed — Производство с 2006 года.
- Dadi Smoothing
- Dadi Courtly
- Dadi Unisonous
- Dadi Bliss

## Присутствие в России
С 2006 года компания официально представлена в России. Модель Shuttle выпускается на заводе в Черкесске.